# شاپرکان کرم میوه گرمسیری
شاپرکان کرم میوه گرمسیری یا سرگین‌ریختان (نام علمی: Copromorphidae) نام یک تیره از راسته پروانه‌سانان است.